# Shimotsuke, Tochigi
Shimotsuke (下野市 Shimotsuke-shi) là một thành phố thuộc tỉnh Tochigi, Nhật Bản.